# Callatolmis hemicamina
Callatolmis hemicamina is een vlinder uit de familie Brachodidae. De wetenschappelijke naam van de soort is, als Sisyroctenis hemicamina, voor het eerst geldig gepubliceerd in 1936 door Edward Meyrick.